# マイアミ・フュージョン
マイアミ・フュージョンFC（Miami Fusion F.C.）は、アメリカ合衆国フロリダ州フォートローダーデールを本拠地として、1997年から2001年までメジャーリーグサッカーに参加していたサッカークラブである。

## 獲得タイトル

### 国内タイトル
- MLSサポーターズ・シールド:1回
  - 2001

## 過去の成績
| 年   | レギュラーシーズン | プレーオフ | オープンカップ |
| ---- | ------------------ | ---------- | -------------- |
| 1998 | 東4位              | ベスト8    | ベスト8        |
| 1999 | 東4位              | ベスト8    | -              |
| 2000 | 東3位              | -          | 準優勝         |
| 2001 | 東1位              | ベスト4    | ベスト16       |

## 歴代在籍選手
- パウリーニョ・マクラーレン 1998
- サウル・マルティネス 1998-1999
- パブロ・マストローニ 1998-2001
- カルロス・バルデラマ 1998-1999
- エリック・ウィナルダ 1999-2000
- ジェイ・ヒープス 1999-2000
- アンディ・ウィリアムス 2000
- カイル・ベッカーマン 2000-2001
- ニック・リマンド 2000-2001